# Düppeler Sturmkreuz
Das Düppeler Sturmkreuz wurde am 18. Oktober 1864 von König Wilhelm I. von Preußen für Kombattanten und Nichtkombattanten gestiftet und an Personen verliehen, die sich im Rahmen der Erstürmung der Düppeler Schanzen am 18. April 1864 während des Deutsch-Dänischen Krieges verdient gemacht haben.

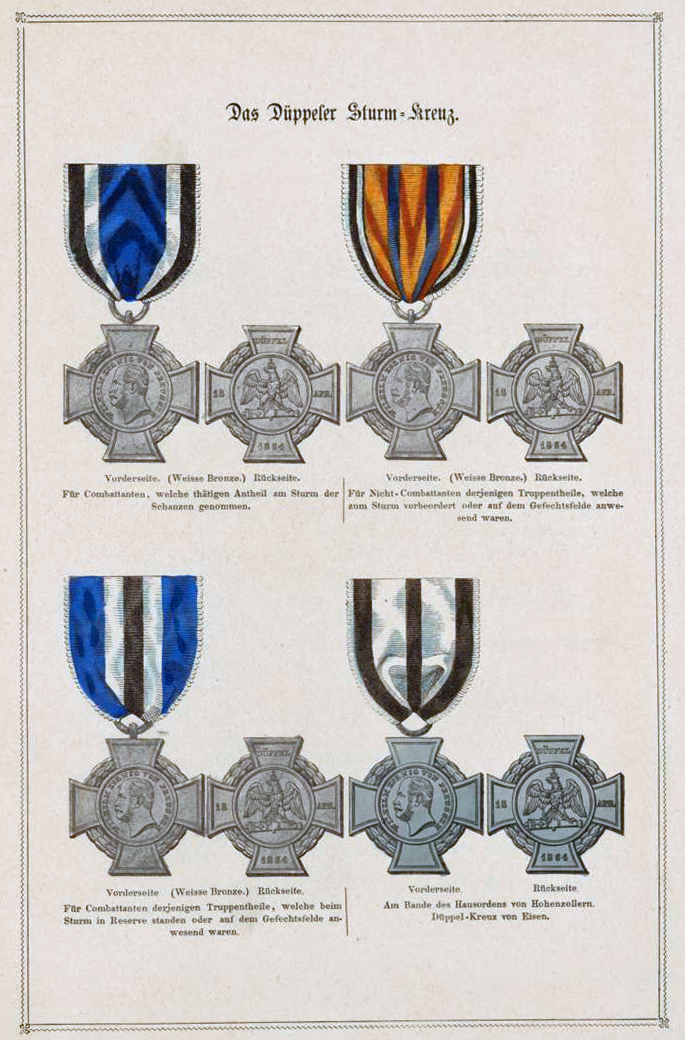
Bild aus: Louis Schneiders Preussische Orden s. u.

Die Auszeichnung ist ein helles bronzenes Kreuz, unter dessen Armen ein Lorbeerkranz verläuft. Im Medaillon das nach links gewandte Brustbild des Stifters mit der umlaufenden Inschrift WILHELM KOENIG VON PREUSSEN. Rückseitig ist der auf einem nach rechts ausgerichteten Kanonenrohr stehende gekrönte Preußische Adler zu sehen. Auf den Kreuzarmen von oben nach unten die Inschrift DÜPPEL 18 APR. 1864.
Getragen wurde die Auszeichnung unter anderem an einem 32 mm breiten Band mit einem breiten blauen Mittel- und schmalen weiß-schwarzen Seitenstreifen auf der linken Brust.
Für Nichtkombattanten, die dem Johanniterorden oder Malteserorden angehörten oder dienten, wurde am 18. April 1865 ein besonderes Kreuz aus geschwärztem Eisen gefertigt. Es wurde am 30 mm breiten Band des Königlichen Hausordens von Hohenzollern getragen.

## Bekannte Träger
- Johann Gottfried Piefke
- Ludwig von der Tann-Rathsamhausen
- Ernst von Bodelschwingh (Landrat)
- Anton von Schönfeld
- David Haussmann
- Franz Geerz
- Adolf von Hertzberg
- Joseph Ignaz Anton von Saenger